# Municipio de West Benton (condado de Christian)
El municipio de West Benton (en inglés: West Benton Township) es un municipio ubicado en el condado de Christian en el estado estadounidense de Misuri. En el año 2010 tenía una población de 580 habitantes y una densidad poblacional de 15,25 personas por km².

## Geografía
El municipio de West Benton se encuentra ubicado en las coordenadas 37°3′45″N 93°2′6″O / 37.06250, -93.03500. Según la Oficina del Censo de los Estados Unidos, el municipio tiene una superficie total de 38.04 km², de la cual 37,8 km² corresponden a tierra firme y (0,63 %) 0,24 km² es agua.

## Demografía
Según el censo de 2010, había 580 personas residiendo en el municipio de West Benton. La densidad de población era de 15,25 hab./km². De los 580 habitantes, el municipio de West Benton estaba compuesto por el 96,21 % blancos, el 0,34 % eran afroamericanos, el 0,86 % eran amerindios, el 0,17 % eran asiáticos, el 0,86 % eran de otras razas y el 1,55 % eran de una mezcla de razas. Del total de la población el 1,55 % eran hispanos o latinos de cualquier raza.